# Parafia św. Jana Chrzciciela w Tąpkowicach
Parafia świętego Jana Chrzciciela w Tąpkowicach – parafia rzymskokatolicka, znajdująca się w diecezji sosnowieckiej, w XIII – św. Jakuba Apostoła w Sączowie.